# Lemco
Lemco, oorspronkelijk Lemm & Co geheten, was een fabriek in chocolade en suikerwerken gevestigd aan de Sluisjesdijk in Rotterdam. 
Het logo van de fabriek was Lecco, een papegaai getooid met strikje en hoedje, getekend door Octave DeConinck, die de slogan ‘lekkerrr… LEMCO’ uitsprak. Ook had Lemco een eigen voetbalteam waarin zowel familieleden als personeelsleden speelden.

## Producten

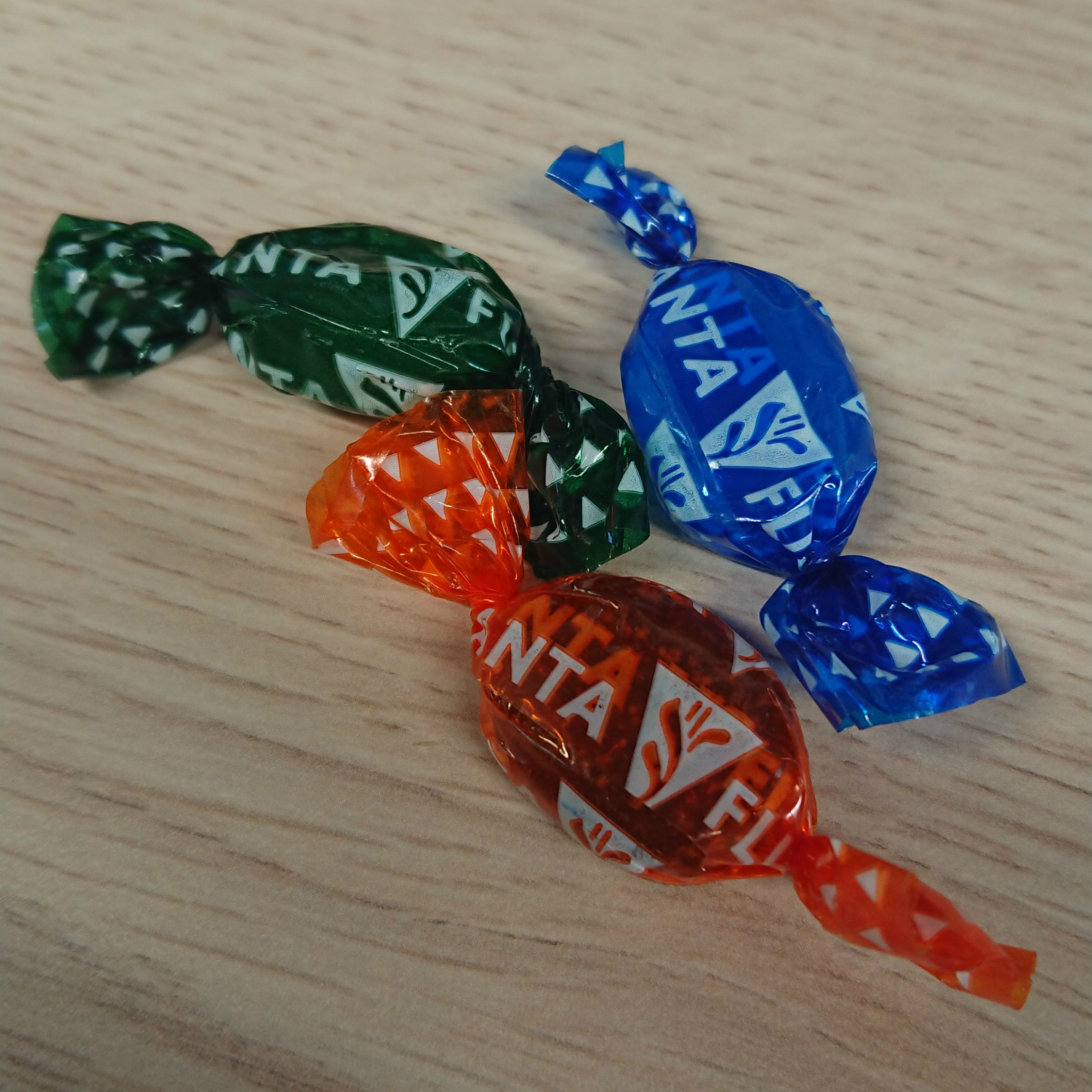
AntaFlu
Oranje: Classic
Groen: Eucalyptus Menthol
Blauw: Mint Menthol
Zwart: Dropmint Menthol
Geel: Honey Lemon Menthol

Snoepgoed dat bedacht is in de Lemco-fabriek is tumtum, de Antaflu hoestsnoepjes, fruitsnips, fruitknotsen en salmiakknotsen. Ook bekend waren de Haverstroo-pastilles. Daarnaast produceerde Lemco diverse andere soorten snoep waaronder pepermunt, pepermuntballen, toverballen, maar ook chocoladewerken voor sinterklaas en Pasen. De fabriek had hoogtijdagen en groeide uit tot een bekende producent in Nederland, maar al snel ook over de hele wereld. Daarnaast werd er ook snoepgoed geïmporteerd uit andere landen: uit Engeland zachte karamels en Engelse drop, uit Duitsland salmiakpastilles, uit België katjes- en knoopjesdrop alsmede band- en telefoondrop, uit Frankrijk zoethout en uit Italië tot slot pijpdrop. 
Tweekleurige zuurtjes waren in die tijd nieuw en Lemco had de primeur. Lemco was daarnaast voorloper met vierkante snoepproducten en verpakkingen zoals die van de boter- en fruitsnips (snoepjes waren altijd rond en werden traditiegetrouw in rollen verpakt); hierdoor kon efficiënter met ruimte worden omgegaan, omdat er meer vierkante verpakkingen dan rollen mee konden in hetzelfde formaat dozen. Ook liep Lemco voorop met de doordrukverpakkingen voor snoep.
Aad Lemm was ook de uitvinder van de lopende-band-met-'schommelbeweging', bedoeld om de ronde nog warme knotsen hun vorm te laten houden. Op een normale lopende band zouden deze namelijk stil liggen en inzakken. Nu bleven ze al zigzaggend in een rollende beweging.

## Geschiedenis

### Theodorus Lemm
De fabriek werd opgericht in november 1893, maar de oorspronkelijke oprichters lieten het verlopen, en in 1898 werd de fabriek overgenomen door Theodorus Lemm (1824 – 1911) en zijn zoon Carolus Adrianus (Karel) Lemm (1864 – 1939). Karel werd de eerste directeur van Lemm & Co. Voorheen was hij werkzaam als procuratiehouder bij de kolenimporteur firma Hensen. 
Theodorus Lemm was een bekende ondernemer in Rotterdam. Hij was geboren in Kellen bij Kleef (inmiddels Duitsland). Hij vertrok, net als veel andere familieleden eerder al, richting Rotterdam. Hier werd hij smid en specialiseerde hij zich in ornamentale hekwerken en poorten voor grote huizen en gebouwen. Uiteindelijk werd hij steeds succesvoller en ging over op de productie van stoomheimachines. Dit heeft hem financieel veel opgeleverd.  Hij zat tevens in het vastgoed en had een lange straat laten bouwen. Deze straat werd naar hem de Lemmstraat genoemd en lag in Kralingen in Rotterdam,  waar de familie Lemm woonde. De Lemmstraat bevond zich op een hoek van de Oostzeedijk waar Theodorus zijn smederij, die hij tot zijn dood dreef, gevestigd had. Toen de straat naar het zuiden werd doorgetrokken, sprak men van de Oude en Nieuwe Lemmstraat die aan beide zijden doodlopend was. De Lemmstraat werd voor het eerst vermeld in 1876 en de naam werd in 1901 (na de annexatie van Kralingen door Rotterdam) veranderd in de huidige Aegidiusstraat. De bombardementen van de Luftwaffe zouden in 1940 deze straat flink verwoesten. De Aegidiusstraat gaat over in de Lambertusstraat en loopt de straat van Oude Dijk tot de Lage Oostzeedijk.
Naast de suikerwerkfabriek voor zoon Karel, kocht Theodorus voor zoon Theodorus Gerardus een slepersbedrijf dat ook transporten verzorgde. Dit bedrijf bestaat nog tot op de dag van vandaag onder de naam Lemm International B.V./Transportbedrijf Th.J. Lemm. De achternaam siert nog steeds de vrachtwagens van dit bedrijf, maar er zijn geen familieleden meer werkzaam sinds de jaren tachtig van de twintigste eeuw. Twee andere zoons, Gerardus Hermanus Bartholomeus en Henricus Lemm, konden heel hun leven rentenieren van de goede beleggingen van hun vader. Tot slot kreeg schoonzoon Clemens Huefnagel de leiding over een papierfabriek in Kleef.

### Familiebedrijf
Karel Lemm kreeg het bedrijf van zijn vader in handen. Hoewel hij hier niet zelf om gevraagd had, werd hij een verdienstelijk directeur die het bedrijf uitbouwde tot een familiebedrijf met een goede organisatie en een grote afzet over de gehele wereld. Karel had maar liefst 16 kinderen en vele van zijn zoons zouden werkzaam worden binnen Lemco. Samen met enkele agenten werden de zoons van Karel verdeeld als vertegenwoordigers/verkopers over Nederland. Zo was iedere regio van Nederland gedekt door een Lemm of een andere agent. Na de dood van Karel werd zijn weduwe, Anna Elizabeth Agnes Lemm-Bikkers (1871 - 1965), korte tijd eigenaar van de fabriek. De oudste zoon Theo werd procuratiehouder. Lemm-Bikkers deed het bedrijf in 1941 over als vennootschap onder firma aan zonen Theo, Aad, Gerard, Harry, Ben en Sjef.
Hun taakverdeling was als volgt:
- Theo Lemm (1896 - 1963): algemeen directeur, boekhouder en hoofd export;
- Gerard Lemm (1900 - 1953): directeur en vertegenwoordiger in Zuid-Holland en Amsterdam;
- Harry Lemm (1902 - 1999): directeur en vertegenwoordiger in Utrecht, Gelderland en Overijssel;
- Ben Lemm (1907 - 1980): directeur en vertegenwoordiger in Noord-Brabant en Limburg;
- Aad Lemm (1905 - 1992): directeur, hoofd techniek, machines en handel met suikerproducenten. Tevens had Aad Lemm de leiding over de werkvloer van de fabriek;
- Sjef Lemm (1911 -1994): directeur, hoofd administratie en exportmanager;

Verder werkten er nog agenten in Friesland, Groningen, Drenthe en Zeeland.

### Oorlog
De suikerwerkfabriek was oorspronkelijk gevestigd aan de Willemstraat 13 - 17 (niet ver van de Lemmstraat) te Rotterdam. De fabriek stond op een plek waar voorheen een brouwerij stond. Aan het begin van de Tweede Wereldoorlog werd Rotterdam gebombardeerd door de Duitse Luftwaffe. Net als de Lemmstraat werd ook de fabriek verwoest. Dit kwam op een moment dat het bedrijf, dat de crisis van de jaren dertig net had overleefd, weer goed liep. Slechts enkele machines konden uit het puin worden gered. Het bedrijf werd meteen opnieuw opgebouwd en was tijdelijk gevestigd aan de Hugo Molenaerstraat 47b, het thuisadres van directeur Theo Lemm. De nieuwe locatie van de fabriek werd Sluisjesdijk 38 – 40 in het havengebied van Rotterdam. 

### Overname
Na de oorlog heeft Lemco nog vele jaren gefloreerd. In de praktijk werd de naam Lemm & Co steeds vaker uitgesproken als Lemco, en op 1 februari 1954 werd het bedrijf onder deze kortere naam een N.V.
In 1978 gingen de laatste broers-directeuren met pensioen en werd Lemco verkocht aan een consortium met oa. Pervasco uit Roermond en Cosmo uit Rotterdam. In  1980 ging het bedrijf failliet. De familie Lemm was toen al geen eigenaar meer. Pervasco had wel de merknaam en patenten van Antaflu en de lolly’s uit het faillissement teruggekocht. Deze lieten ze bij Jamin in Oosterhout produceren en ze waren hier nog lange tijd succesvol in. De heer Leeuwenburgh uit Rotterdam, reeds verkoper voor Pervasco, kocht het bedrijf later op. Tegenwoordig vindt de productie van het Lemco-snoep plaats in Breskens bij Napoleon waar Pervasco een van de partners is.